# Aloe menachensis
Aloe menachensis é uma espécie de liliopsida do gênero Aloe, pertencente à família Asphodelaceae.